# Kölliken
Kölliken (schweizertyska: Kölike) är en ort och kommun i distriktet Zofingen i kantonen Aargau, Schweiz. Kommunen har 5 035 invånare (2023).